# Manobia fasciata
Manobia fasciata es una especie de insecto coleóptero de la familia Chrysomelidae. Fue descrita en 1997 por Medvedev.